# ト・レ・モ・ロ
「ト・レ・モ・ロ」は、1984年2月29日に発売された柏原芳恵の17枚目のシングル。

## 概要
作詞・作曲は、太田裕美や近藤真彦など多数のアイドル歌手の楽曲を手掛けた松本隆・筒美京平コンビが担当した。なお、柏原のシングルで筒美の作曲採用はカバー曲「あの場所から」以来2曲目となる。サビの部分ではバックコーラスとして「想い出がいっぱい」（1983年3月発売）で知られる男性デュオ・H2Oがレコーディングに参加している。また、本楽曲の衣装は柏原としては珍しくミニスカートを着用して歌唱披露していた。
編曲を担当した船山基紀は、当時最新鋭のデジタルシンセサイザーであったフェアライトCMIを初めて制作に導入した、自身の編曲家人生で記念碑的な作品であったと語っている。
オリコンチャートでは最高位は8位、シングル売り上げは15万枚を超える記録となった。またTBS系『ザ・ベストテン』の最高位は8位。

## 収録曲
- 全曲作詞：松本隆／作曲：筒美京平／編曲：船山基紀

1. ト・レ・モ・ロ (3分45秒)
2. 海岸線 (4分3秒)